# 柴田寛之
柴田 寛之（しばた ひろゆき、1952年10月24日 - ）は、日本の裁判官。名古屋家庭裁判所長や、東京高等裁判所部総括判事、千葉地方裁判所長等を歴任した。

## 人物・経歴
中央大学卒業後、1975年司法修習生。1977年裁判官任官。岡山地方裁判所判事補、横浜地方裁判所判事補、札幌地方裁判所岩見沢支部判事補、大阪地方裁判所判事、神戸地方裁判所洲本支部判事、東京地方裁判所判事、函館地方裁判所部総括判事、札幌高等裁判所事務局長、東京地方裁判所部総括判事、横浜地方裁判所部総括判事等を経て、2007年釧路地方裁判所長、釧路家庭裁判所長。2008年東京地方裁判所八王子支部長。2009年東京地方裁判所立川支部長。2010年大津地方裁判所長、大津家庭裁判所長。2012年名古屋家庭裁判所長。2014年東京高等裁判所部総括判事。2016年千葉地方裁判所長。2017年定年退官。2018年大宮簡易裁判所判事。

## 裁判
- 東京拘置所で弁護士が被告人の写真撮影をしたところ、接見中止とされたことが違法として、損害賠償請求をしていた事件で、請求を一部認容した第一審判決を取り消し、写真撮影は接見交通権で保護される範囲外であるとして請求を棄却した[4]。
- 有冨正憲東京工業大学名誉教授が、毎日新聞の報道で名誉棄損をされたと訴えていた事件で、「記事は真実ではなく、真実相当性もない」として、名誉棄損を認める判決を出した[5]。